# Багратион-Давитишвили, Симон Михайлович
Симон (Семен) Михайлович Багратион-Давитишвили (груз. სიმონ მიხეილის ძე ბაგრატიონ-დავითიშვილი; 1730, Москва, Грузинская слобода — 1792, Санкт-Петербург, Российская империя) — грузинский князь на службе у Российской империи, генерал-майор русской императорской армии (1780). Участник Семилетней (1756—1763) и Русско-турецкой (1768—1774) войн. Из династии Багратионов.

## Происхождение
Из князей Багратион-Давитишвили, которые являются боковой отраслью царской династии Багратионов из Кахетинского царства, выехавших в Картлийское царство в результате государственного переворота в Кахетии в 1511 году. Предки Симона создали на территории Картлийского царства самостоятельное сатавадо (княжество), именуемое Садавитишвило, существовавшее в нынешних муниципалитетах Гори, Карели, Хашури и землями на территории, ныне контролируемой Южной Осетией. Прямой потомок последнего царя Грузии, Георгия VIII Багратиони (1446—1466).

## Биография
Родился в 1730 году в семье князя и генерала Михаила Ильичева (Элизбаровича) Багратион-Давыдова. Вероятно, родился в Москве, в Грузинской слободе. Православный. Имел брата, князя Михаила Михайловича Багратион-Давыдова (также генерал русской императорской армии).
В 1749—1789 годах служил в русской императорской армии. С 1778 года — бригадир.
С 1 января 1779 года служил оберштер-кригскомиссаром.
Участник Семилетней (1756—1763) и Русско-турецкой (1768—1774) войн. Генерал русской императорской армии (1780).

## Смерть
Скончался в Санкт-Петербурге. Погребен на старом Лазаревском кладбище Александро-Невской лавры.